# Suppanyu Avihingsanon
Suppanyu Avihingsanon (Thai: สัพพัญญู อวิหิงสานนท์; * 24. Oktober 1989) ist ein thailändischer Badmintonspieler.

## Karriere
Suppanyu Avihingsanon gewann 2011 die thailändischen Meisterschaften im Herreneinzel, wobei er im Finale den topgesetzten Titelverteidiger Boonsak Ponsana bezwingen konnte. Bei der Sommer-Universiade 2011 erkämpfte er sich gold im Einzel und Bronze mit dem thailändischen Team. 2010 war er bereits Dritter bei den Asienspielen mit dem Herrenteam seines Landes geworden. Beim India Open Grand Prix 2010 belegte er Platz zwei.